# مات دانيلز
مات دانيلز (بالإنجليزية: Matthew Daniels)‏ هو لاعب كرة قدم أمريكية أمريكي، ولد في 27 سبتمبر 1989 في توسان في الولايات المتحدة.

## وصلات خارجية
- مات دانيلز على موقع مرجع كرة القدم المحترفة.كوم (الإنجليزية)